# .lb
.lb es el dominio de nivel superior geográfico (ccTLD) para Líbano.
Las reglas de registro oficiales establecen que es necesario tener un certificado libanés de marca para que se pueda registrar el nombre exacto del mismo. 